# 23世纪
| 千纪： | 2千纪 \| 3千纪 \| 4千纪                                                                                              |
| 世纪： | 20世纪 \| 21世纪 \| 22世纪 \| 23世纪 \| 24世纪 \| 25世纪 \| 26世纪                                                   |
| 年代： | 2200年代 \| 2210年代 \| 2220年代 \| 2230年代 \| 2240年代 \| 2250年代 \| 2260年代 \| 2270年代 \| 2280年代 \| 2290年代 |

2201年1月1日至2300年12月31日的这一段期间被称为23世纪。

## 天文现象
- 2221年地球，火星和土星三合。
- 2223年12月2日世界时12时32分，火星掩木星。
- 2238年及2239年，土星和木星三合。（上一次这一现象发生于1981年）
- 2243年8月12日世界时4时52分，金星掩土星。
- 2247年6月11日，金星中天。
- 2251年3月4日世界时10时52分，金星掩天王星。
- 2253年8月1日，水星掩轩辕十四。（上一次这一现象发生于公元前364年8月13日）
- 2255年6月9日，金星中天。
- 2271年10月6日，金星和轩辕十四最近，可能金星掩，星期天。火星与地球的距离接近最小值，这两颗行星最接近是在2003年8月27日，星期三。

## 科幻作品中的23世纪
- 《三体II：黑暗森林》2208年，罗辑在叶文洁和杨冬墓旁与三体世界对决，建立威慑，开启威慑纪元，2270年威慑纪元于程心担任执剑人15分钟后结束。
- 《新·大雄的日本誕生》  中表示「記憶陶瓷形狀合金」及「土球」在23世紀被發明出來。
- 《大雄的金銀島》，來自23世紀的少年弗洛克，西爾弗船長的兒子，為了救出留在船上的妹妹和多啦A夢他們一起追擊海盜船。此外，西爾弗船長乘坐時光機前往2295年，看見世界破滅的未來，為了下一代子孫着想，倒不如在21世紀吸光所有能源，移到別的星球生活。於是，他宣布執行「諾亞方舟計劃」，準備開啟裝置吸取地核能源。